# Boulders Beach

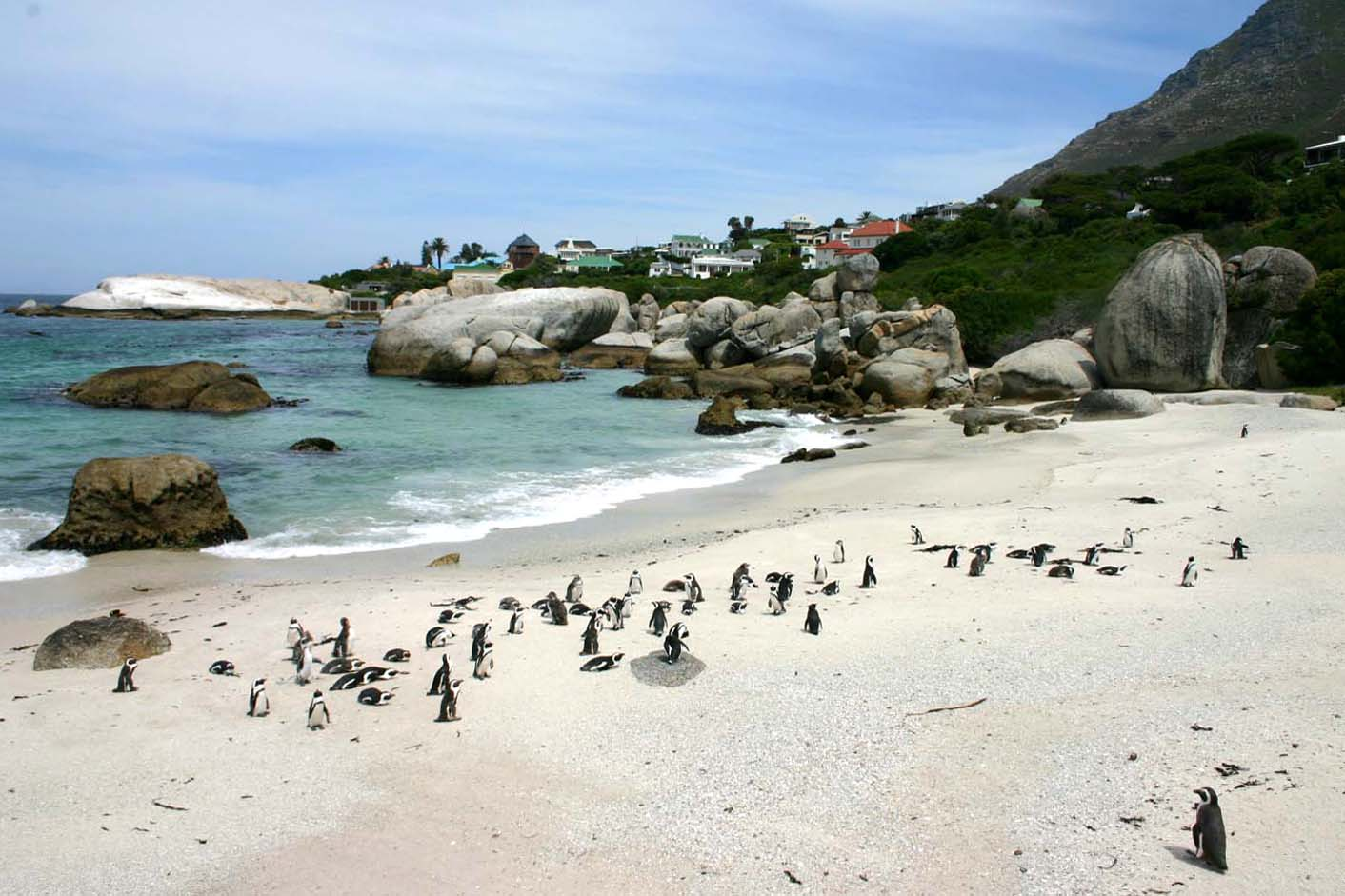
Zwartvoetpinguïns op Boulders Beach

Boulders Beach is een beschut strand, bestaande uit inhammen tussen granieten rotsblokken, waaraan het zijn naam heeft te danken. Het is gelegen op het Kaapse Schiereiland, in de buurt van Simonstad in de richting van Cape Point, bij Kaapstad in de Zuid-Afrikaanse provincie West-Kaap. Het strand is ook algemeen bekend als Boulders Bay. Het is een populaire toeristische locatie als gevolg van een kolonie van zwartvoetpinguïns, die zich hier in 1982 vestigden. Boulders Beach maakt deel uit van het nationaal park Tafelberg.